# Социалистическая партия (французское сообщество Бельгии)
Социалисти́ческая па́ртия, СП (фр. Parti Socialiste) — социал-демократическая партия, действующая во Французском и Немецком сообществах Бельгии. Крупнейшая по численности франкоязычная партия в Палате представителей парламента. Имеет депутатов в Европарламенте.

## Деятельность
Образовалась в 1978 году после разделения Социалистической партии Бельгии на нидерландоязычную и франкоязычную партии. Практически неизменно участвует в правительственных коалициях. Преобладает в местных органах власти. Начиная с 1999 года партия в целом контролирует несколько региональных исполнительных органов власти, включая Совет французского сообщества (до 2017 года) и Брюссельский региональный совет. Удачными для партии были всеобщие выборы 2003 года, на которых она получила поддержку 13 % избирателей. На выборах 2007 года количество голосов, поданных за СП, несколько уменьшилось — 10,86 %. По результатам выборов 2007 года социалистическая партия заняла второе место среди франкоязычных партий (после либерального Реформаторского движения).
Опирается на профсоюзы. Партия провозглашает ценности солидарности, братства, справедливости, равенства и свободы. СП выступает за правовое государство и равноправие всех членов общества, за «социальное рыночное хозяйство» (с тех пор, как была оставлена изначальная программа 1974 года под названием «Социализм сегодня», отвергавшая капитализм). Критикует экономический либерализм, считая логику непрерывного увеличения разрыва в доходах между людьми несовместимой с идеей свободы. Поэтому социалисты призывают к «консолидации» социальных достижений, повышению низких зарплат, пенсий и пособий, борьбу с бедностью и т. д. СП согласилась на принцип разделения пенсий на гарантированную «базовую» и «накопительную» части, оговорив, однако, что пользование второй должно быть доступно всем трудящимся.

## Результаты партии на выборах
| Год                            | Голосов                        | Мест                           | Δ                              |
| Выборы в Палату представителей | Выборы в Палату представителей | Выборы в Палату представителей | Выборы в Палату представителей |
| ------------------------------ | ------------------------------ | ------------------------------ | ------------------------------ |
| 1978                           | 719 926 (13,1 %)               | 32                             |                                |
| 1981                           | 765 055 (12,7 %)               | 35                             | ▲ 3                            |
| 1985                           | 834 488 (13,8 %)               | 35                             | ▬                              |
| 1987                           | 961 361 (15,6 %)               | 40                             | ▲ 5                            |
| 1991                           | 831 199 (13,5 %)               | 35                             | ▼ 5                            |
| 1995                           | 720 819 (11,9 %)               | 21                             | ▼ 14                           |
| 1999                           | 631 653 (10,2 %)               | 19                             | ▼ 2                            |
| 2003                           | 855 992 (13 %)                 | 25                             | ▲ 6                            |
| 2007                           | 724 787 (10,9 %)               | 20                             | ▼ 5                            |
| 2010                           | 894 543 (13,7 %)               | 26                             | ▲ 6                            |
| 2014                           | 787 165 (11,7 %)               | 23                             | ▼ 3                            |
| Выборы в Европарламент         |                                |                                |                                |
| 1979                           | 575 824 (27,43 %)              | 4 из 24                        |                                |
| 1984                           | 762 293 (34,04 %)              | 5 из 24                        | ▲ 1                            |
| 1989                           | 854 207 (38,13 %)              | 5 из 24                        | ▬                              |
| 1994                           | 680 142 (30,44 %)              | 3 из 25                        | ▼ 2                            |
| 1999                           | 596 567 (25,78 %)              | 3 из 25                        | ▬                              |
| 2004                           | 878 577 (36,09 %)              | 4 из 24                        | ▲ 1                            |
| 2009                           | 714 947 (29,1 %)               | 3 из 22                        | ▼ 1                            |
| 2014                           | 714 784 (29,28 %)              | 3 из 21                        | ▬                              |

## Председатели партии
- 1978—1981 Андре Коолс (André Cools)
- 1981—1992 Ги Спитальс (Guy Spitaels)
- 1992—1999 Филипп Бюскен (Philippe Busquin)
- с 1999 Элио ди Рупо (Elio Di Rupo)